# Caproni Ca.1
Il Caproni Ca.1 fu il primo aeroplano progettato e costruito dal pioniere dell'aviazione trentino Gianni Caproni. Caratterizzato da un'architettura biplana, monomotore a doppia elica traente, con fusoliera a traliccio e impennaggi in coda, volò una sola volta (il 27 maggio 1910) a Malpensa, nella brughiera di Somma Lombardo; all'atterraggio si schiantò violentemente, ma senza conseguenze per il pilota.

## Storia del progetto
Gianni Caproni aveva iniziato i suoi esperimenti aeronautici nel 1908: a tale data risalgono i primi voli dell'aliante biplano disegnato e realizzato insieme all'amico e collega rumeno Henri Coandă; tali voli, condotti nei pressi di Blaumal (nelle Ardenne) riscontrarono un certo successo e portarono Caproni a continuare a interessarsi di aviazione; nel corso del 1909 egli entrò in contatto con molti studiosi e veri e propri aviatori a Parigi, dove assisté anche ad alcuni esperimenti pratici di volo.
Sempre nel 1909, in Francia, Caproni completò la progettazione del suo primo velivolo a motore; nel giugno dello stesso anno rientrò in Italia, ad Alessandria, e cercò invano di raccogliere i fondi necessari alla costruzione del suo aeroplano. Solo in dicembre, dopo aver trascorso un periodo in Belgio per terminare i suoi studi e dopo aver fatto ritorno nella città natale, Arco, il giovane Caproni (allora ventitreenne) fu in grado di raccogliere intorno a sé una cerchia di amici grazie all'aiuto dei quali poté avviare la costruzione del biplano che sarebbe divenuto noto come Caproni Ca.1.

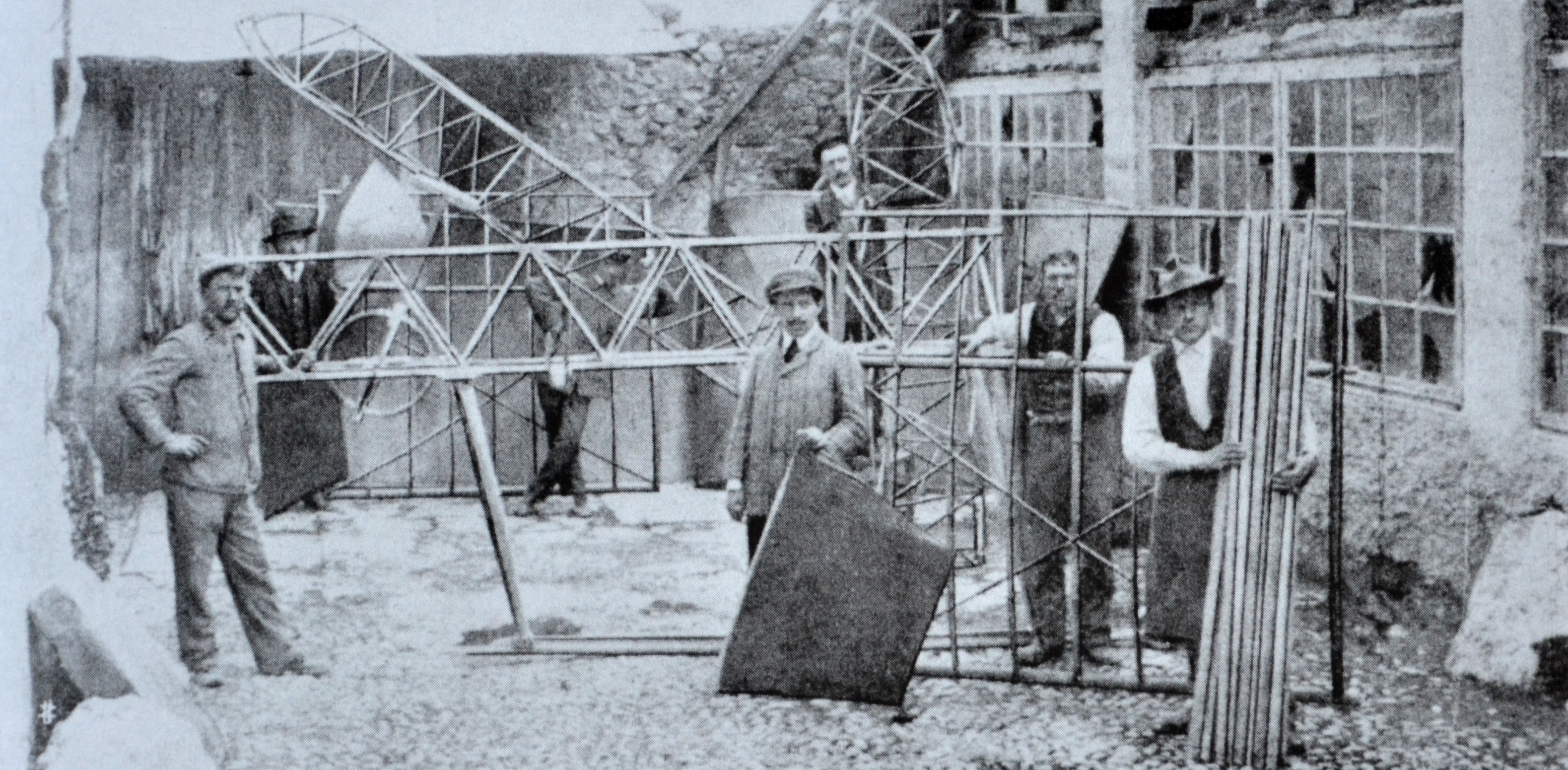
Una delle fasi iniziali della costruzione del Ca.1 in una fotografia scattata ad Arco tra la fine del 1909 e l'inizio del 1910.

In un'officina improvvisata all'interno di un magazzino, aiutato da tre falegnami, tra il dicembre del 1909 e i primi mesi del 1910 Caproni lavorò alla costruzione del Ca.1. Tuttavia, a causa della mancanza di spazi adatti a far decollare un aeroplano in Trentino, Caproni decise di spostarsi in Lombardia; raggiunse il fratello maggiore Federico, che si era laureato da poco all'Università Bocconi di Milano, e chiese alla Direzione dell'Arma del Genio il permesso di installarsi alla cascina della Malpensa, in un'area semi-desertica che allora fungeva da terreno di esercitazione per la cavalleria. L'autorizzazione venne concessa e, dopo aver costruito un hangar a ridosso della cascina, il 5 aprile 1910 i due Caproni e i loro collaboratori, gli operai di Arco Ernesto "Ernestin" Gaias ed Ernesto "Erneston" Contrini, si trasferirono alla Malpensa. Le parti già costruite del Ca.1 vennero trasportate da Arco ad Ala su alcuni carri, e da Ala a Gallarate in treno; partite l'8 aprile, esse giunsero a destinazione l'11.
Tra l'hangar (che fungeva anche da officina) e un primitivo alloggio i quattro uomini sarebbero vissuti per circa un anno; le condizioni erano precarie e scomode, e la pressione dovuta alle difficoltà finanziarie (oltre che strettamente tecniche) dell'impresa era notevole. Tuttavia Caproni avrebbe sempre ricordato quel periodo con un certo rimpianto, come un'epoca particolarmente felice e serena.
Completato in poche settimane l'assemblaggio del velivolo, a Caproni restava da trovare un motore e un pilota. Per quanto riguardava il primo problema, egli si indirizzò verso i propulsori costruiti dalla neonata azienda torinese Miller; i motori che essa produceva erano a buon mercato, il che per Caproni costituiva un vantaggio importante, ed inoltre, essendo di costruzione italiana, godevano della predilezione dell'ingegnere trentino (che nutriva sentimenti irredentisti); il propulsore acquistato da Caproni, tuttavia, si rivelò sostanzialmente inaffidabile, e praticamente incapace di girare tranquillamente per più di pochi minuti di seguito. Per quanto riguardava il secondo problema, Caproni decise infine di affidare la responsabilità del primo volo a Ugo Tabacchi, un autista veronese naturalizzato trentino, che era da poco entrato a far parte della squadra di operai di Caproni. In Italia esistevano già alcuni piloti brevettati, formati per lo più su aeroplani Wright, ma essi non potevano essere scritturati se non a condizioni assai onerose, e Caproni non poteva permetterseli.
I preparativi per il primo esperimento in volo furono completati nel mese di maggio del 1910.

## Tecnica
Dal punto di vista tecnologico, il Caproni Ca.1 era un biplano leggero e di dimensioni contenute, caratterizzato da una configurazione con ali in prua, fusoliera a traliccio e impennaggi in coda.

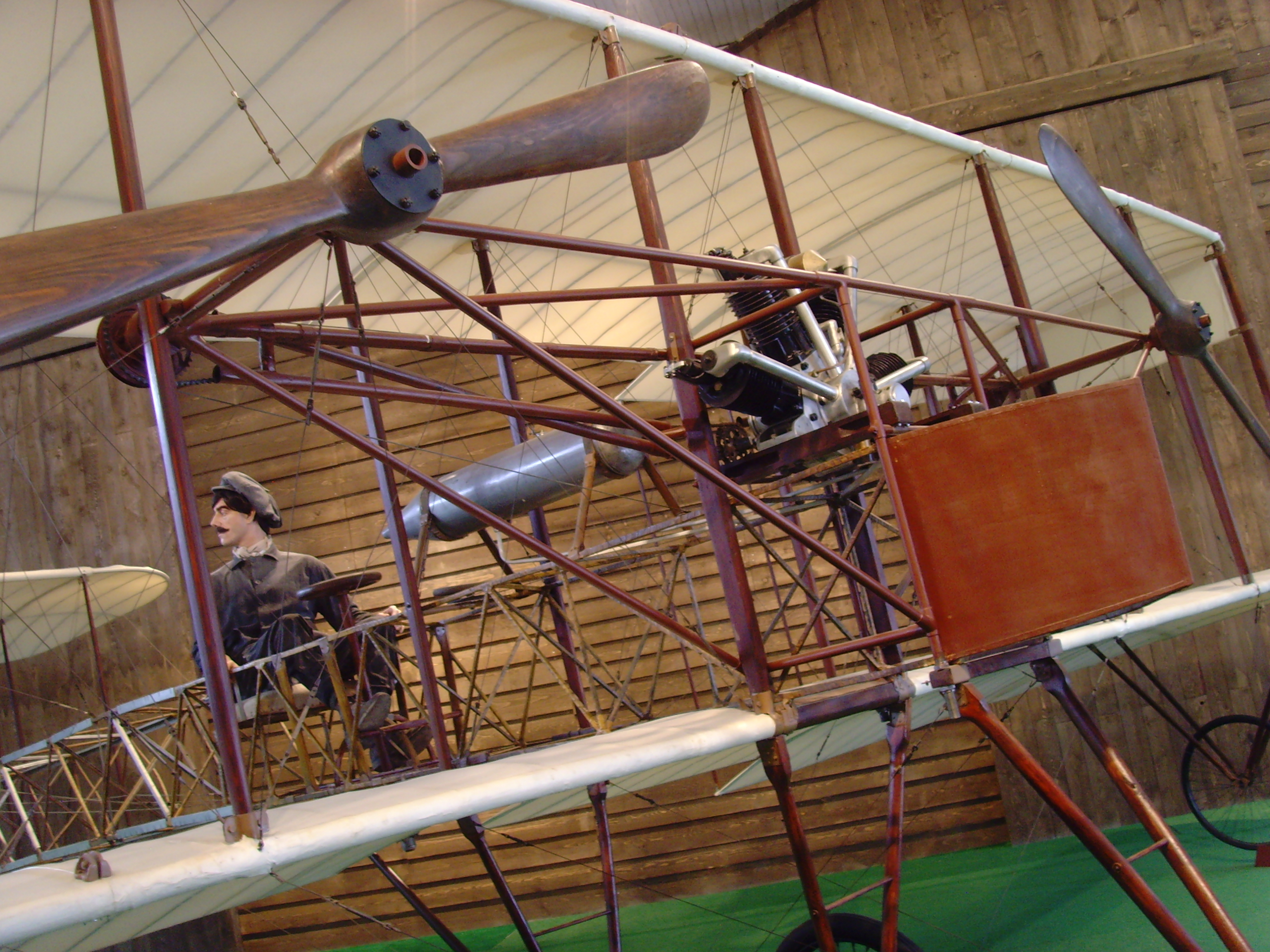
Il Ca.1 originale è conservato al museo aeronautico di Volandia, non lontano dall'aeroporto internazionale di Milano-Malpensa. Notare il motore a ventaglio, il serbatoio del carburante, la doppia elica traente e la posizione del pilota.

La fusoliera era formata da un lungo traliccio ligneo a sezione rettangolare; l'anima della struttura era in legno di bagolaro, e la rigidità della connessione tra le parti era garantita da squadre in alluminio; in questo modo la struttura era leggera e flessibile, relativamente resistente e facile da riparare. L'elevato costo di questo modo di costruzione, però, causò il suo abbandono sui modelli successivi. La fusoliera era vincolata alla cellula alare biplana in testa all'aereo e al sistema degli impennaggi, pure biplani tanto i verticali quanto gli orizzontali, in coda. Le ali, dotate di alettoni con cerniere flessibili, erano basate su una struttura convenzionale, con longheroni (longitudinali rispetto all'apertura) formati da tubi di legno compensato e centine (trasversali) a loro volta in legno che supportavano un rivestimento in tela. Tra i montanti che collegavano le due ali (e che, in congiunzione con tiranti metallici, garantivano la rigidità della cellula alare) erano collocate alcune superfici verticali (dette "chiusure parziali") che servivano a migliorare la stabilità dell'aereo. Il sistema degli impennaggi era composto da due timoni verticali flessibili e da due piani orizzontali con funzione portante e stabilizzatrice, con una parte fissa e una mobile. Quest'ultima era controllata da un volante a disposizione del pilota. Tutti e due i gruppi di superfici portanti erano dotati di sistemi per variare il loro angolo d'incidenza: l'ala, per ragioni di studio e sperimentazione, era stata dotata di un sistema brevettato per modificare tale angolo e anche i piani orizzontali di coda, per compensare le modifiche di assetto dovute alla variazione dell'angolo di attacco delle ali, erano stati dotati di un sistema per variare il loro calettamento.
Il carrello d'atterraggio, fisso, era formato da cinque ruote a raggi di grande diametro, di cui due erano collocate sotto la sezione centrale dell'ala, due sotto le estremità dell'ala stessa, e una in coda; la struttura che supportava la coppia di ruote centrali anteriori era prolungata in avanti a formare un pattino in funzione anti-cappottata e aveva, alla sua estremità, una coppia di ruote piccole e larghe che servivano per impedire al pattino di conficcarsi nel terreno.
Il gruppo motopropulsore era composto da un singolo motore Miller a 4 cilindri disposti a ventaglio (in una configurazione simile, cioè, a quella di un mezzo motore radiale) il quale per mezzo di una trasmissione a catena metteva in moto due eliche bipala demoltiplicate e ruotanti in direzioni opposte l'una rispetto all'altra. Un apposito sistema di sicurezza era in grado di bloccare contemporaneamente le due eliche in caso di rottura di una delle catene. Sempre a scopi di studio l'angolo che le eliche formavano con l'asse del velivolo poteva essere variato, e le eliche stesse erano dotate di un meccanismo per la variazione del passo.

## Impiego operativo

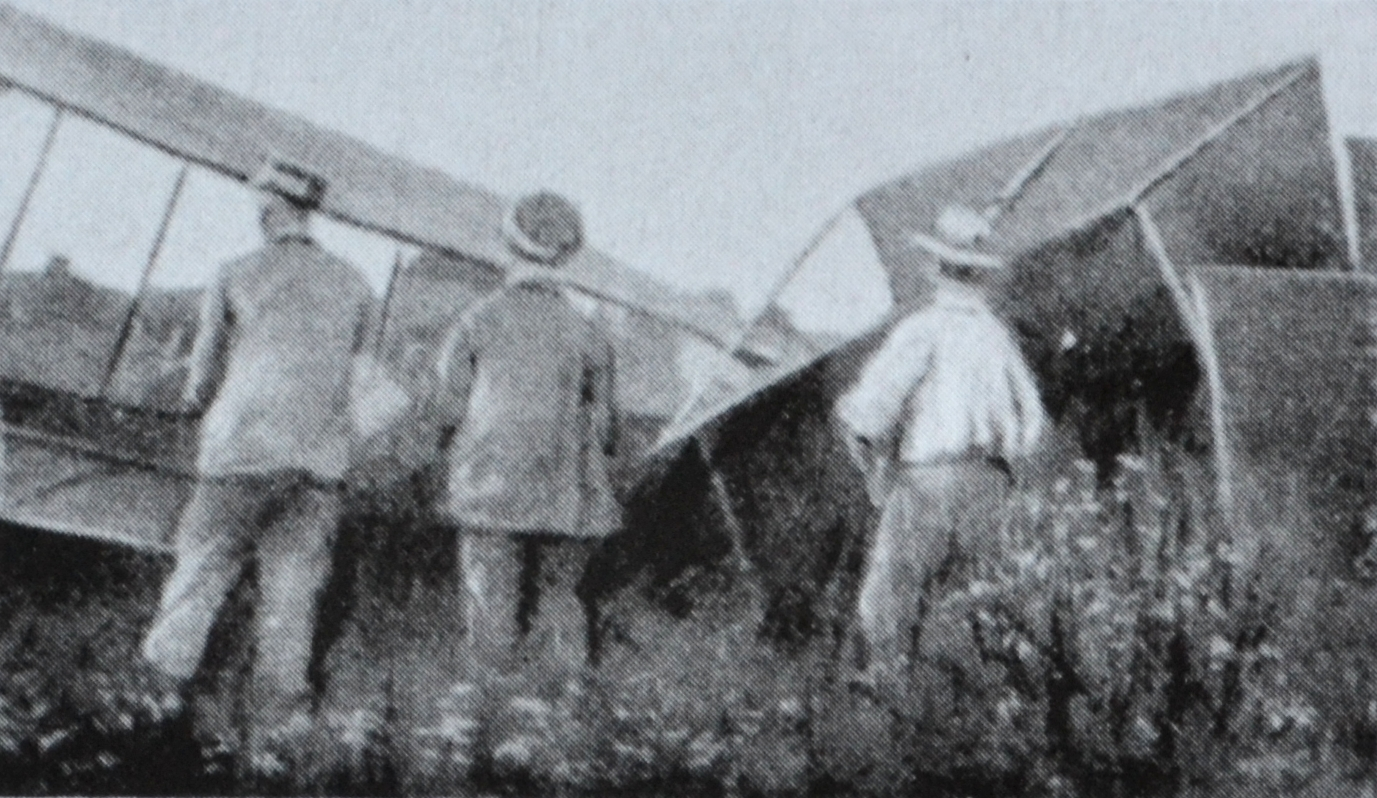
Il Ca.1 semidistrutto al termine del primo volo.

La pianura che circondava la cascina della Malpensa era coperta da una brughiera piena di eriche, arbusti e piccoli alberi, e nel complesso non era abbastanza sgombra da consentire il decollo di un aeroplano. Un'area sufficientemente piana e libera da ostacoli venne comunque trovata a ridosso di un ciglione, verso Gallarate; l'aeroplano doveva essere trascinato dall'hangar a quest'area sgombra da un asino, il quale impiegava circa 30 minuti a completare il tragitto.
Quando l'assemblaggio del velivolo fu completato, per diversi giorni le cattive condizioni meteorologiche impedirono di avviare le prove in volo. Tuttavia, il 27 maggio il tempo atmosferico fu buono e, quindi, si decise di tentare per la prima volta di far volare il Ca.1. Tabacchi prese posto ai comandi, e riuscì a far decollare con successo l'aeroplano al primo tentativo; esso coprì un lungo percorso rettilineo, ma, al momento dell'atterraggio, l'inesperienza del pilota provocò un contatto molto brusco con il suolo e l'aereo si danneggiò gravemente, pur senza che Tabacchi ne riportasse alcuna ferita. Il volo del Ca.1 fu considerato comunque un successo, e dimostrò che la soluzione aerodinamica progettata da Caproni era valida.
Caproni avviò subito i lavori per la riparazione del Ca.1 e, in parallelo, iniziò la costruzione del Ca.2. Il Ca.1 non avrebbe più volato, ma Tabacchi lo usò ancora per acquisire familiarità con le manovre a terra in attesa che il velivolo successivo fosse pronto per essere provato in volo.

## Esemplari attualmente esistenti
L'unico Caproni Ca.1 costruito sopravvisse alle vicende legate ai suoi voli e, dopo essere stato superato dai modelli Ca.2 e successivi, venne messo da parte e conservato in un magazzino. Consci della sua notevole importanza storica Gianni Caproni e sua moglie lo conservarono con cura ben oltre la fine della sua vita operativa, così come conservarono molti reperti e documenti legati ai primi voli pionieristici italiani; nel 1927 essi aprirono a Taliedo il Museo Caproni, e il Ca.1 vi trovò posto insieme ad altri velivoli storici nel 1939. Il museo venne smantellato durante la seconda guerra mondiale per preservare i materiali che conteneva dal rischio dei bombardamenti; il Ca.1 venne decentrato a Venegono Superiore, presso la villa della famiglia Caproni, e vi rimase fino al 2007. Dopo essere stato restaurato, è stato esposto presso il parco e museo del volo di Volandia, vicino all'aeroporto di Milano-Malpensa.
Il Ca.1 di Volandia è il più antico aeroplano conservato in Italia.
Una replica del Caproni Ca.1 è stata costruita negli anni duemila da Mario Marangoni; dopo essere stato esposto presso il casinò di Arco per alcuni giorni nel settembre 2009, nel maggio 2010 l'aereo (riprodotto fedelmente in tutti i dettagli) ha partecipato alla manifestazione organizzata presso l'aeroporto di Trento-Mattarello in occasione del centenario del primo volo del Ca.1. Tuttavia, il velivolo non è riuscito a decollare a causa del forte vento, e si è quindi limitato a rullare sulla pista; in seguito è rimasto esposto per alcuni giorni presso il Museo dell'Aeronautica Gianni Caproni adiacente all'aeroporto.

## Galleria d'immagini
